# Soma (Turchia)
Soma è una città della Turchia, centro dell'omonimo distretto della provincia di Manisa.  

## Disastro di Soma
In una miniera in prossimità della città il 13 maggio 2014 si è verificato un incidente che ha provocato oltre 300 vittime.